# Кутардон
Кутардон или Уналдон (осет. Уыналдон) — река в России, протекает в Алагирском районе республики Северная Осетия-Алания. Длина реки составляет 10 км, площадь водосборного бассейна 34,8 км².
Начинается на северном склоне хребта Чихациртит, течёт на север через сёла Холст, Верхний и Нижний Унал. Устье реки находится в 49 км по правому берегу реки Ардон в Нижнем Унале.
Основной приток — ручей Цагатдон, впадает справа.

## Данные водного реестра
По данным государственного водного реестра России относится к Западно-Каспийскому бассейновому округу, водохозяйственный участок реки — Ардон. Речной бассейн реки — реки бассейна Каспийского моря междуречья Терека и Волги.
Код объекта в государственном водном реестре — 07020000112108200003269.